# Хосе Пинто
Хосе Мануел Пинто Колорадо (на испански: José Manuel Pinto Colorado) е испански футболист играещ като вратар за ФК Барселона.
Играе 10 години за Селта Виго (1998-2008) след което преминава в отбора на Барселона.
Роден е на 8 ноември 1975 г. в градчето Ел Пуерто де Санта Мария, Кадис, Андалусия. Пинто е продукт на школата на испанския Бетис. През 1998 г. преминава в друг испански отбор - Селта Виго където записва повече от 180 официални мача.
В Барса играе с номер 13. В повечето случаи Пинто е резерва на титулярния вратар на каталунците Виктор Валдес.